# Coogee Beach (strand i Australien, Western Australia)
Coogee Beach är en strand i Australien. Den ligger i kommunen City of Cockburn och delstaten Western Australia, omkring 20 kilometer sydväst om delstatshuvudstaden Perth.
Runt Coogee Beach är det i huvudsak tätbebyggt. Runt Coogee Beach är det tätbefolkat, med 383 invånare per kvadratkilometer. Genomsnittlig årsnederbörd är 1 018 millimeter. Den regnigaste månaden är maj, med i genomsnitt 176 mm nederbörd, och den torraste är februari, med 9 mm nederbörd.